# Orazio Greco
Orazio Greco foi um prelado católico romano que serviu como bispo de Lesina (1551–1567).

## Biografia
No dia 18 de fevereiro de 1551, Orazio Greco foi nomeado durante o papado do Papa Júlio III como Bispo de Lesina. Em 1562 participou no Concílio de Trento e em 1567 no Conselho Provincial celebrado em Benevento. A diocese foi suprimida em 1567. Enquanto bispo, foi o principal co-consagrador de: Giuseppe Pamphilj, Bispo de Segni (1570).